# Cimetière militaire britannique d'Hermanville-sur-Mer
Le cimetière britannique d'Hermanville-sur-Mer est un cimetière militaire britannique, situé juste derrière la plage dite de Sword, dans la commune française d'Hermanville-sur-Mer (Calvados), sur l'un des sites du débarquement allié du 6 juin 1944. Il est l'un des trois cimetières britanniques de la zone de Sword avec ceux de Ranville et de Douvres-la-Délivrande.

## Site

### Localisation
À 15 kilomètres au Nord de Caen, situé sur la commune d'Hermanville-sur-Mer, le cimetière se trouve rue du Cimetière Anglais. Il est orienté d'est en ouest sur une superficie d'environ un hectare.

### Historique

Insigne de la 3e division d'infanterie britannique

Ce cimetière, qui n'était à l'origine qu'une fosse creusée par un bulldozer,  a été utilisé dès les premières opérations sur la plage de Sword, la plus à l'est des 5 plages du débarquement. 

En effet, le débarquement du 6 juin 1944, sur cette plage qui s'étendait sur une dizaine de kilomètres entre Langrune-sur-Mer et Ouistreham, ne s'est réellement effectué pour des raisons stratégiques, que sur une zone très limitée d'un peu moins de  2 kilomètres situé sur les communes d'Hermanville-sur-Mer de Colleville-Montgomery (dont le nom était Colleville-sur-Orne à l'époque). La partie la plus à l'ouest de cette zone portait le nom de Queen White et la partie la plus l'est Queen Red. Le cimetière Hermanville est situé juste derrière Queen White.
C'est la 3e division d'infanterie britannique qui a débarqué sur ces plages, essuyant de lourdes pertes, appuyée sur le flanc est par la 6e division aéroportée britannique, ainsi que par les navires de la Royal Navy. 

Le cimetière actuel a été conçu par l'architecte britannique Philip Dalton Hepworth (1890 – 1963). Ce dernier a conçu de nombreux cimetières et mémoriaux britanniques pour la Commonwealth War Graves Commission qui gère l'ensemble de ces monuments dans le monde entier.

### Administration

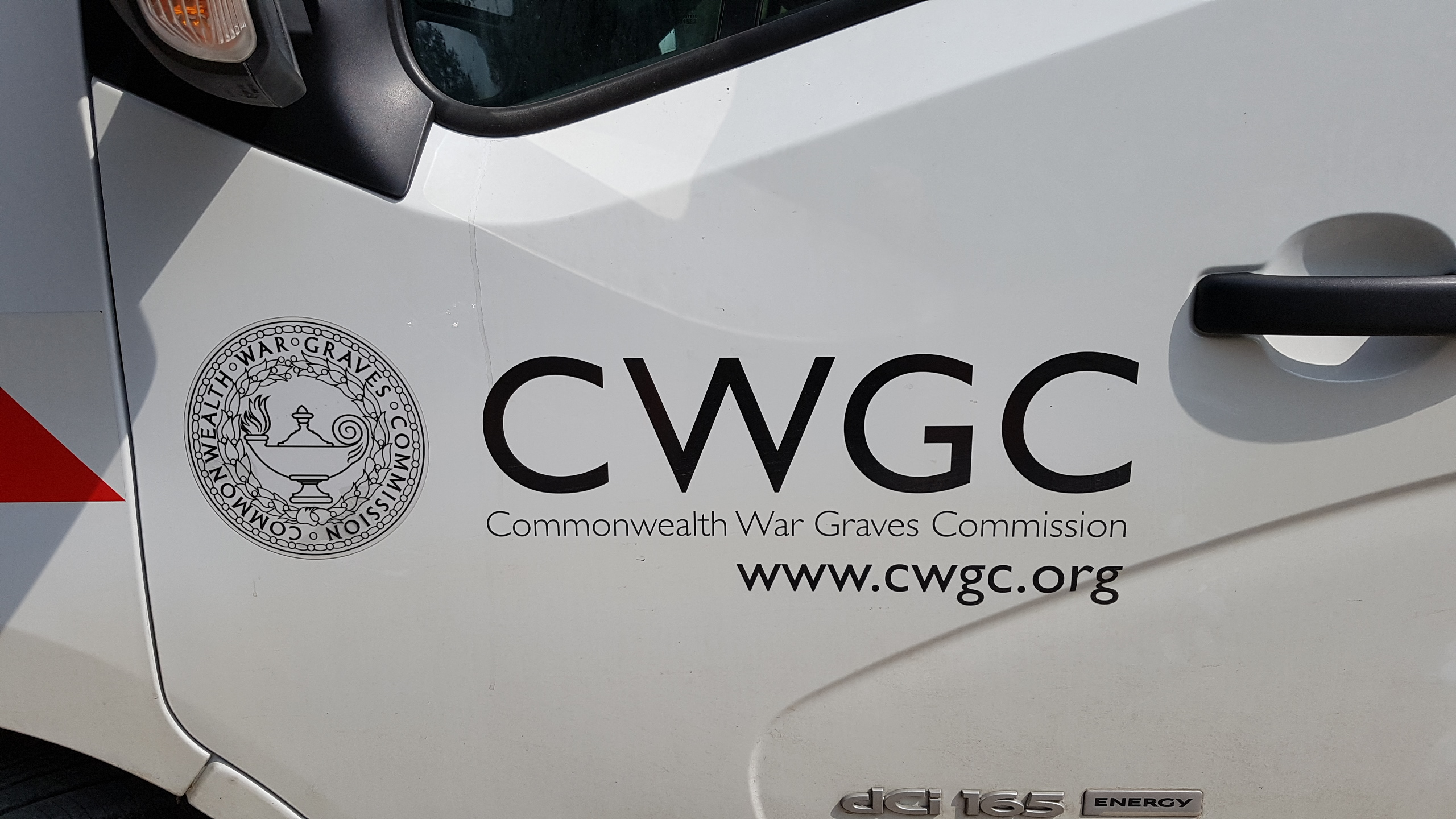

Le territoire du cimetière est une concession perpétuelle faite par la France à la Grande-Bretagne, comme il est d'usage pour les cimetières militaires.
Le cimetière est géré par la Commonwealth War Graves Commission (CGWC), autorité administrative indépendante créé en 1917, qui à la responsabilité de 2 500 cimetières militaires dans le monde où reposent 1,7 million de soldats des États du Commonwealth tombés lors des deux guerres mondiales.
La CGWC assure l'entretien du cimetière dont les jardins sont tenus de façon exemplaire.

## Cimetière

### Entrée
Sur la place à l'entrée du cimetière, on trouve peint sur le sol, un immense emblème de la 3e division d'infanterie britannique (avec son triangle rouge au cœur d'un triangle noir).
Dès les premiers mètres, on croise la célèbre croix du Sacrifice (sur sa base octogonale). Elle a été dessinée par l'architecte britannique Sir Reginald Blomfield (1856-1942), et elle orne de  nombreux mémoriaux britanniques.

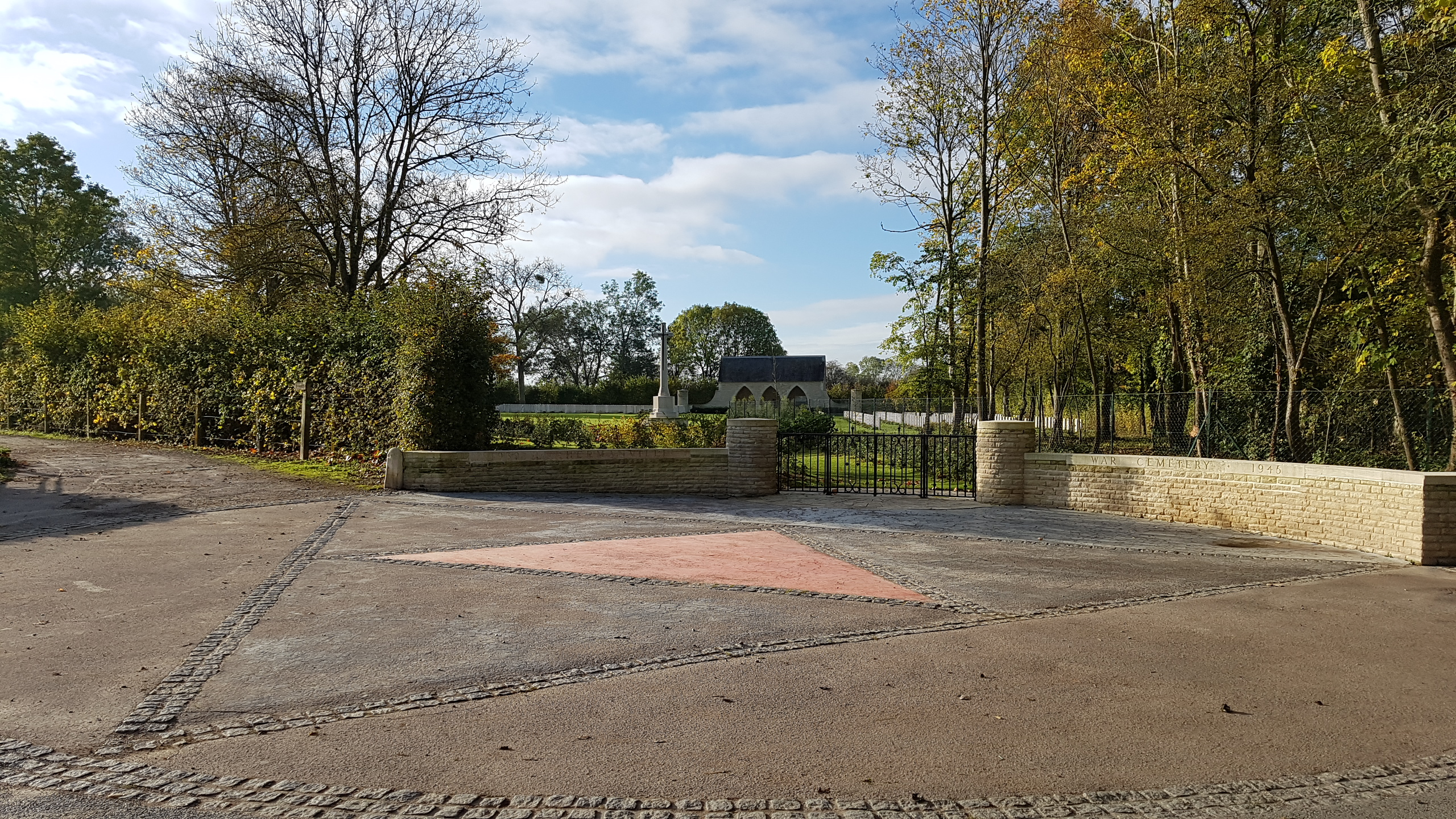
Entrée du cimetière
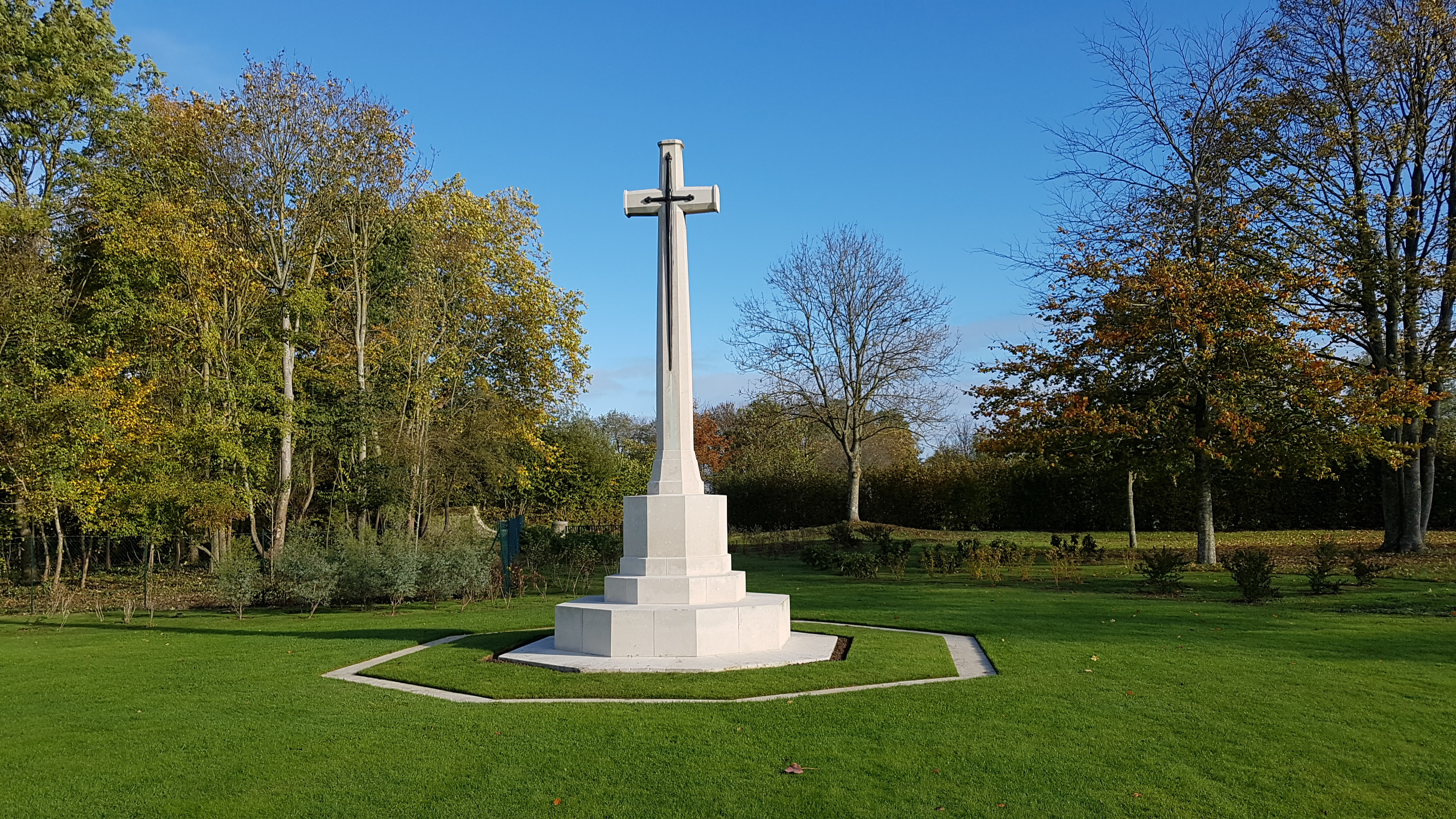
Croix du sacrifice

### Bâtiment d’accueil
Le bâtiment d’accueil est situé au fond, en face de l'entrée. On y accède par 3 entrées en forme d'ogives, pour y trouver le registre des sépultures, ainsi qu'une plaque métallique décrivant le débarquement en Normandie, et les opérations qui s'ensuivirent permettant la libération de la France, de juin à septembre 1944.

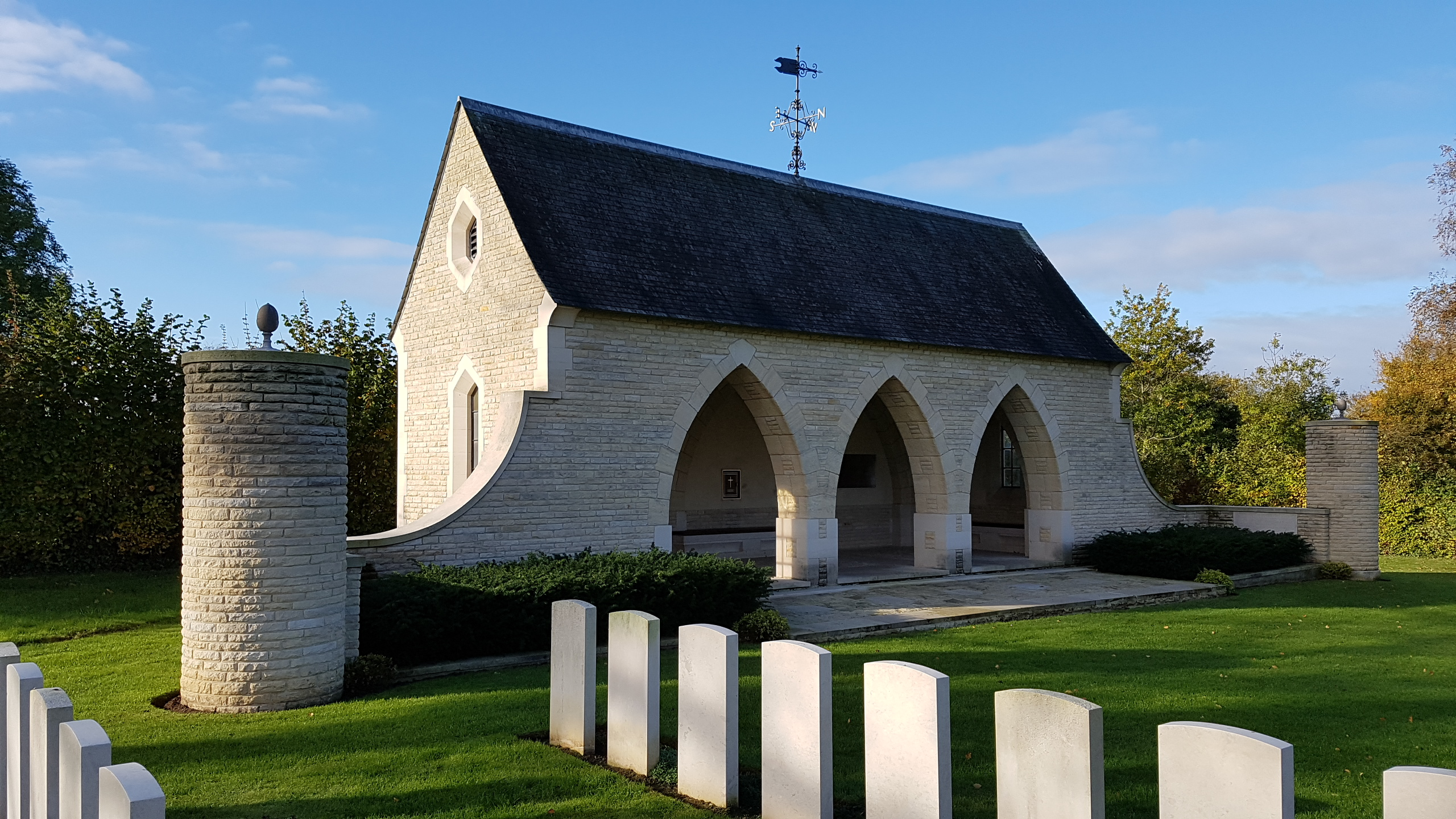
Extérieur
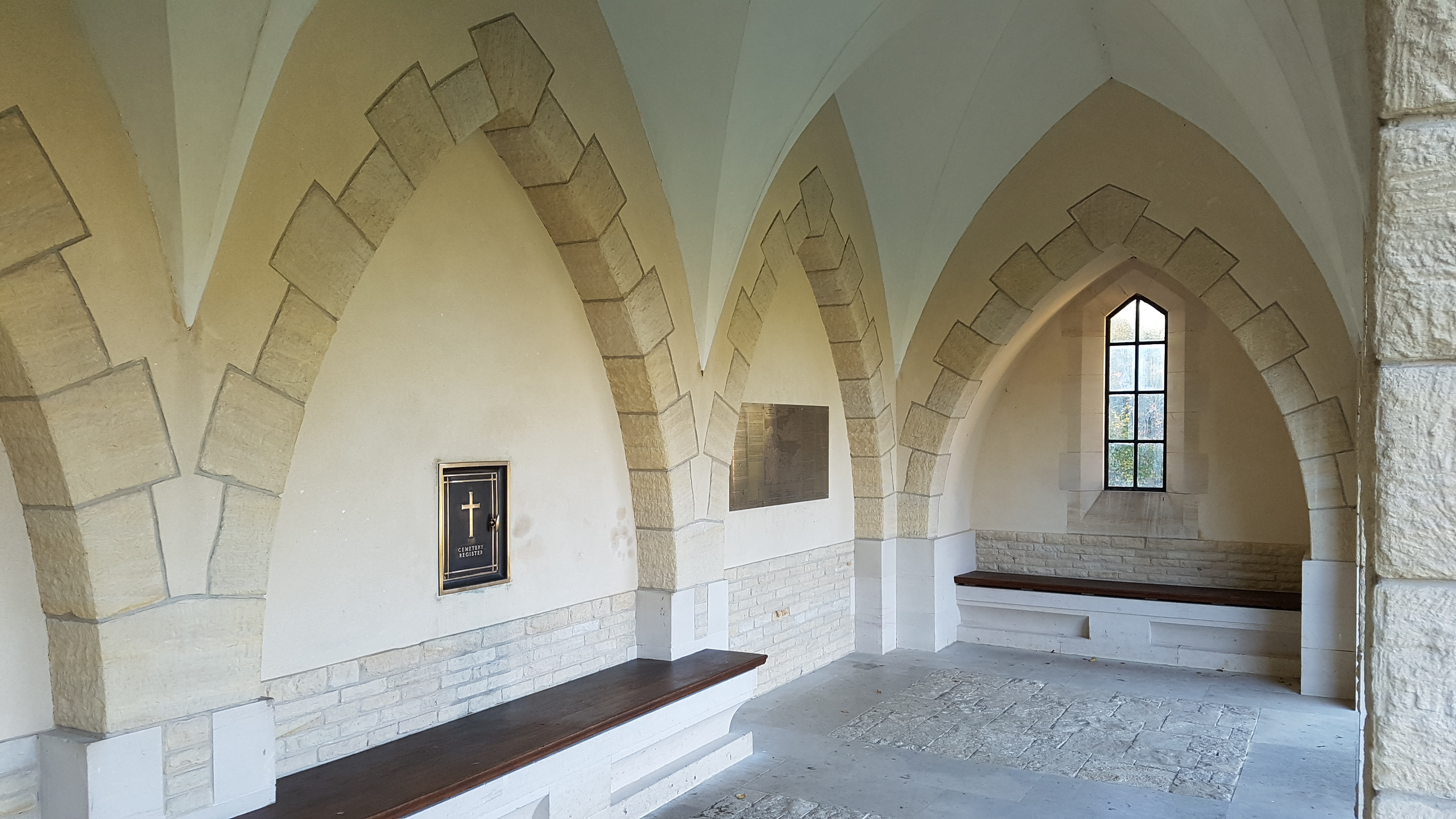
Intérieur
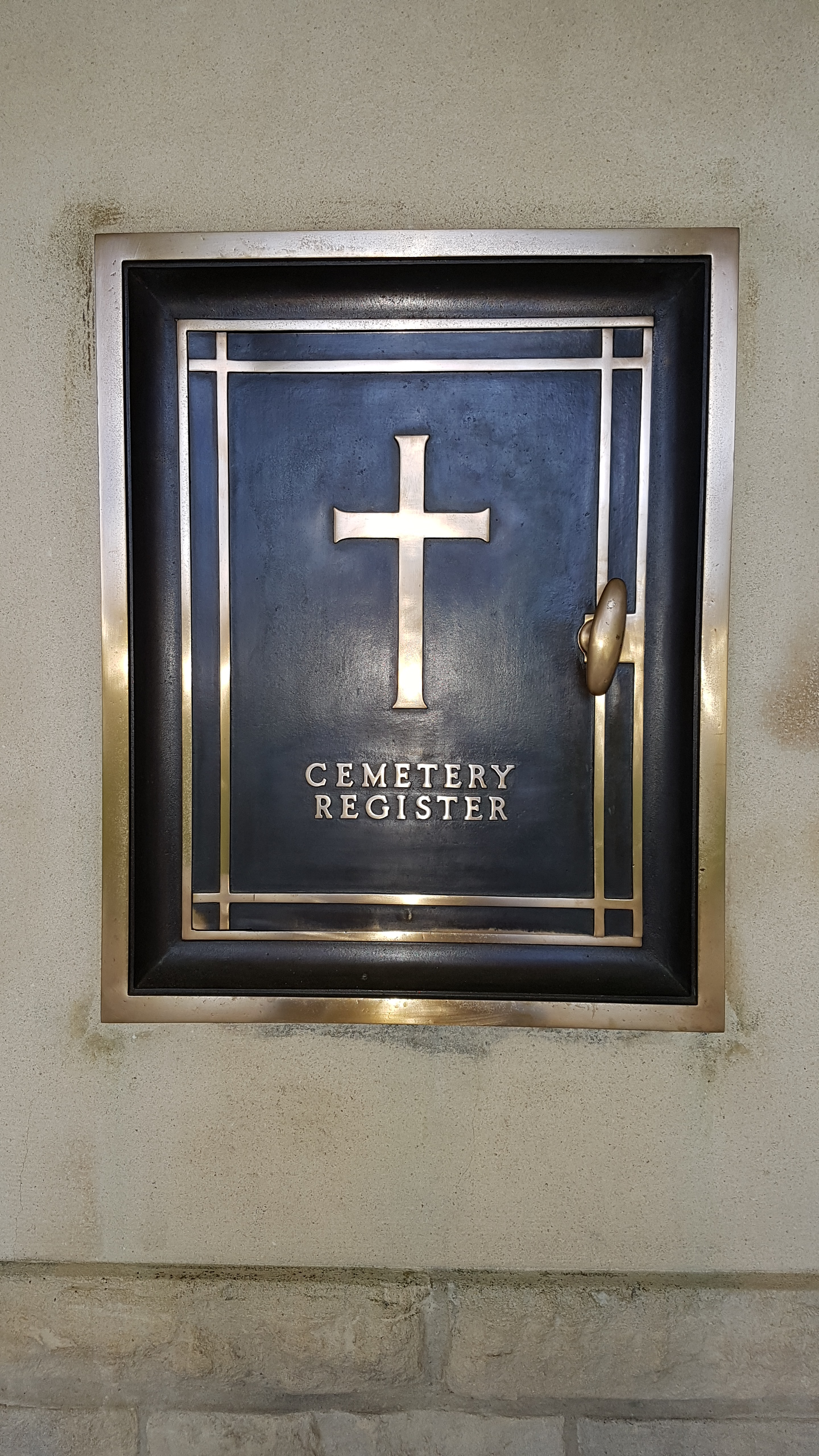
Registre
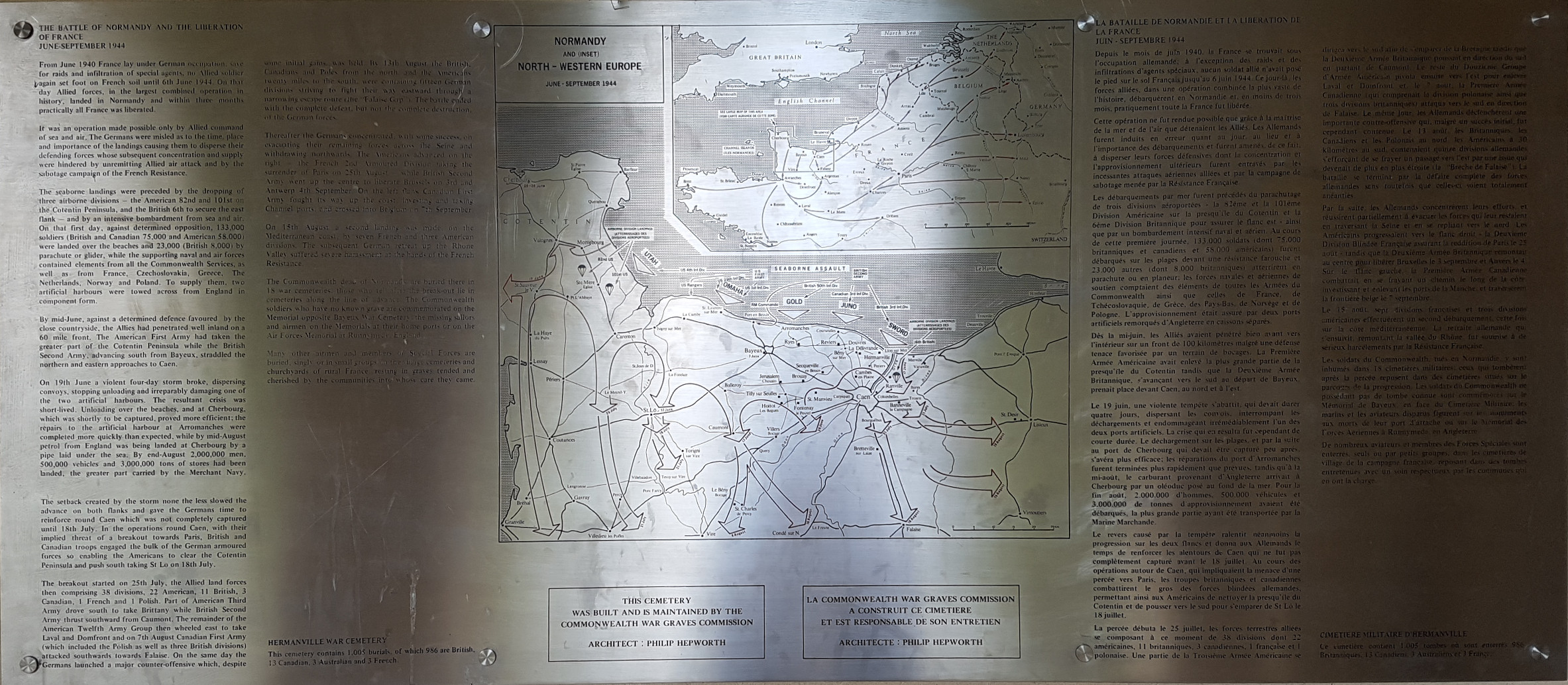
Carte des opérations

### Sépultures
Les sépultures sont au nombre de 1 005 et se répartissent en 2 groupes, un quart se trouvant sur la droite, et les trois quarts sur la gauche. 
Les nationalités des soldats se répartissent de la façon suivante :
- Royaume-Uni : 986

- Canada : 13

- Australie : 3

- France : 3

Ils appartenaient aux corps suivants :
- Armée de terre : 910
- Armée de l'air : 12
- Marine : 81
- Marine marchande : 2.

Parmi ceux-ci, 102 n'ont pas été identifiés.
Les stèles sont blanches, de forme rectangulaire arrondie sur le dessus, à l'exception des 3 croix latines des soldats français.

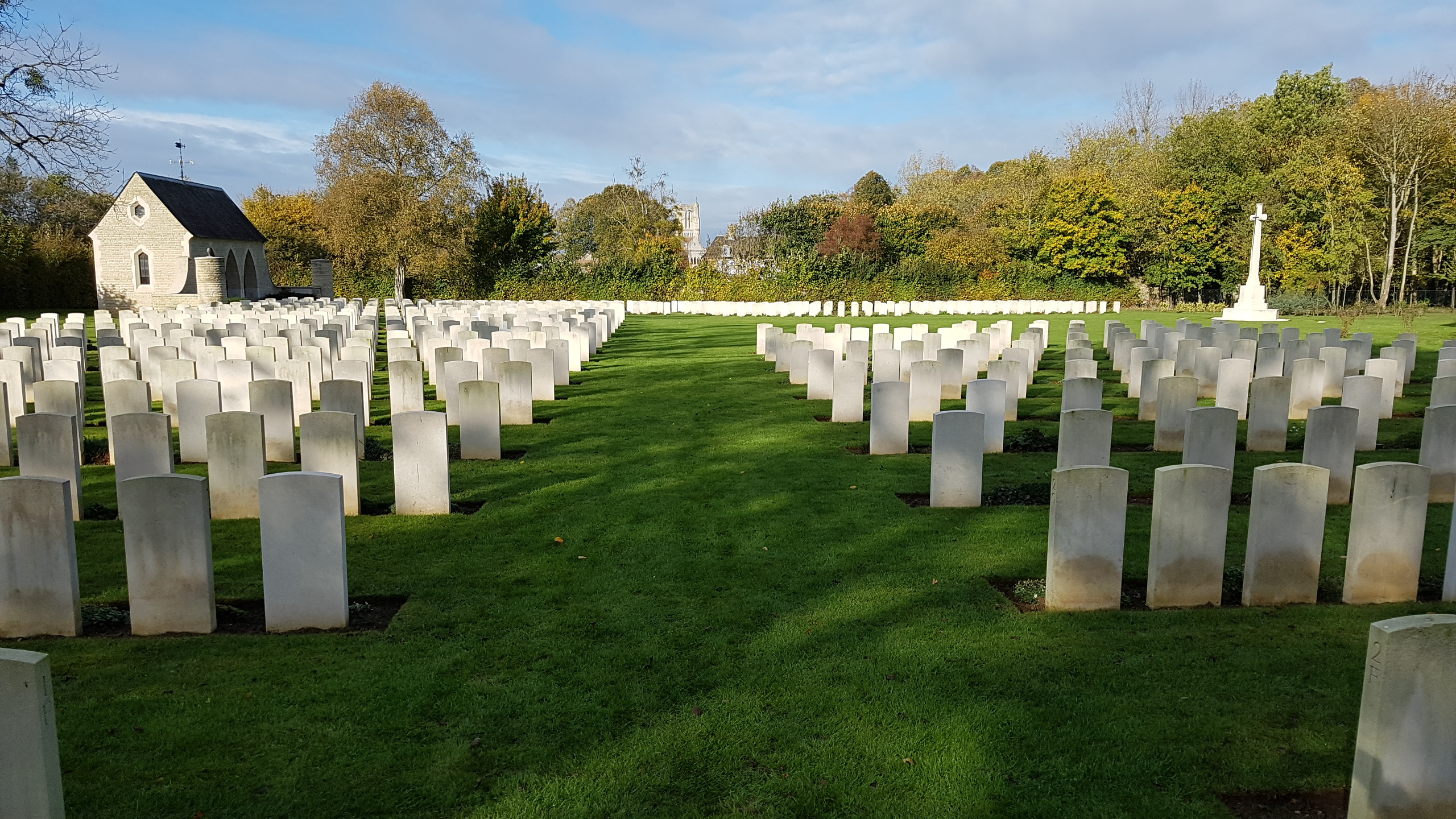
vue vers l'ouest
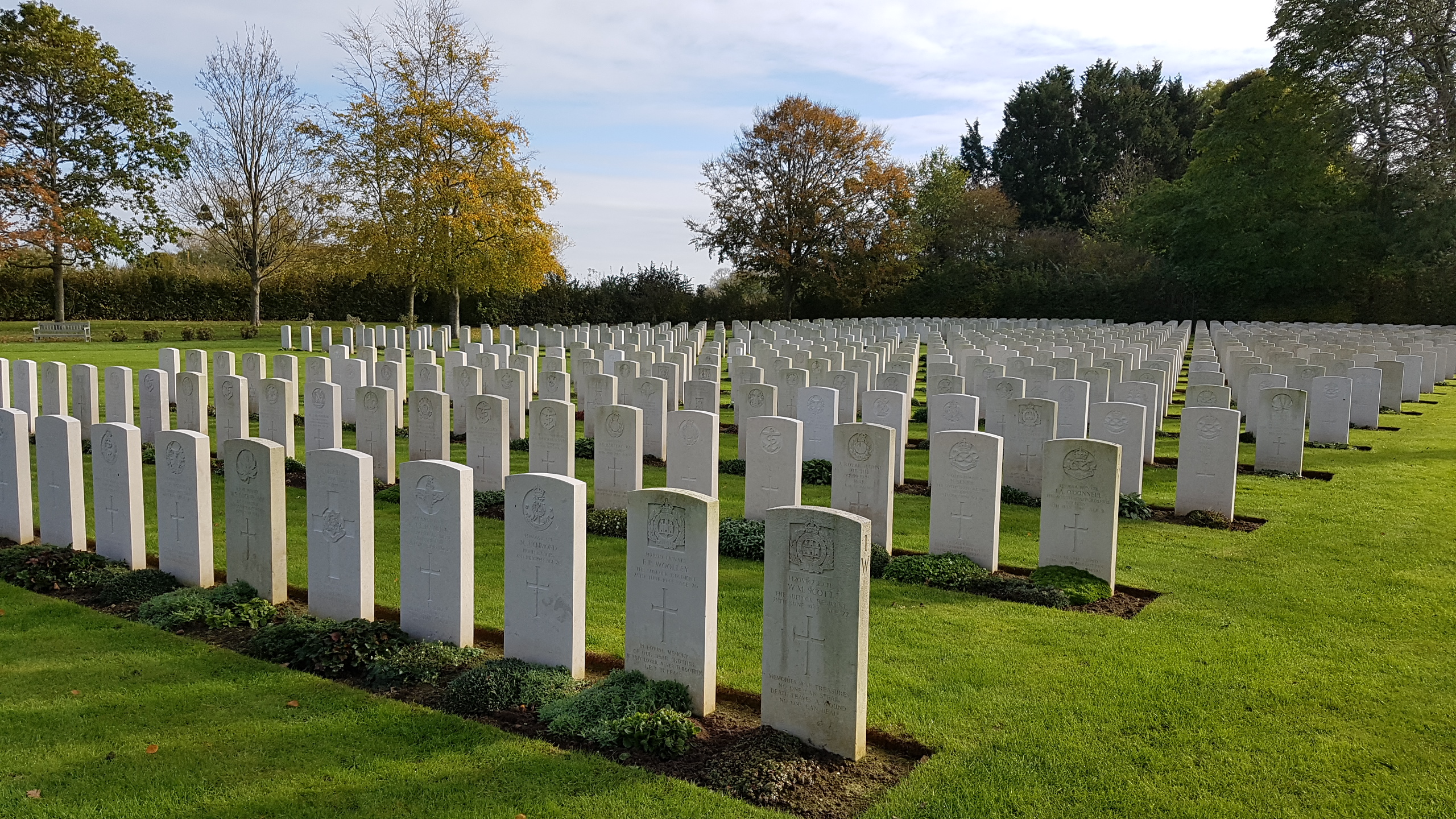
vue vers le nord
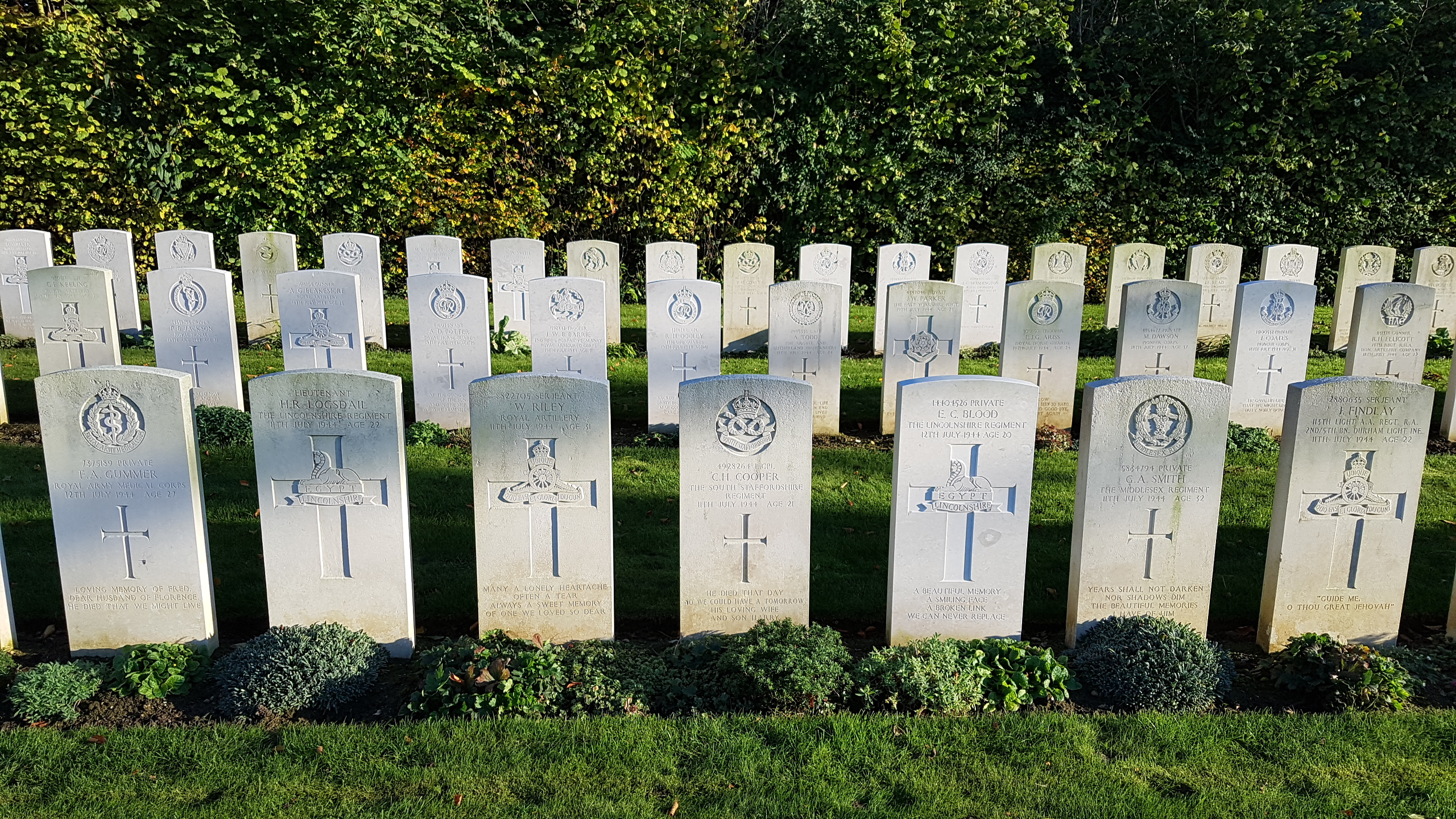
vue rapprochée

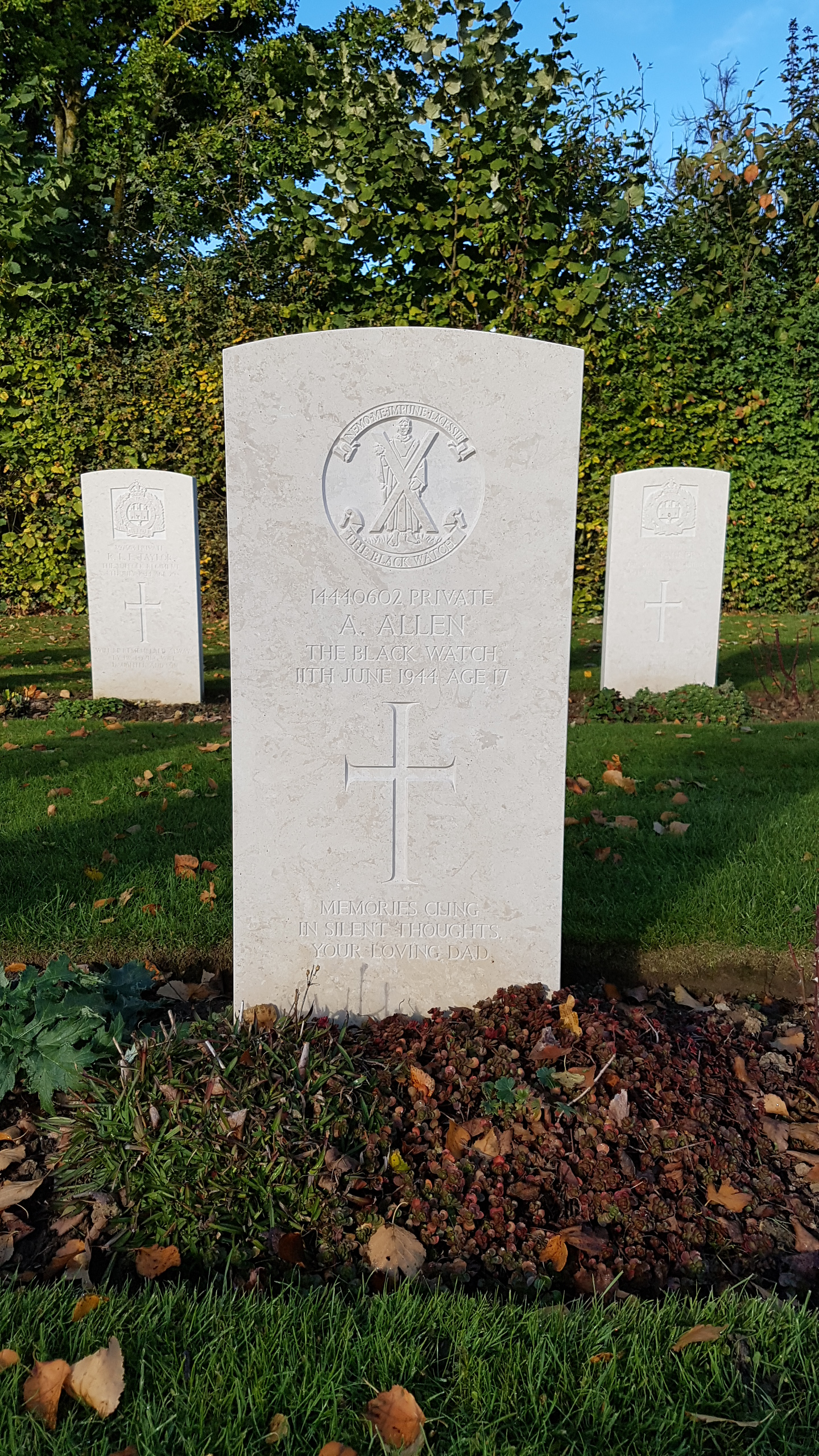
tombe d'Alfred Allen
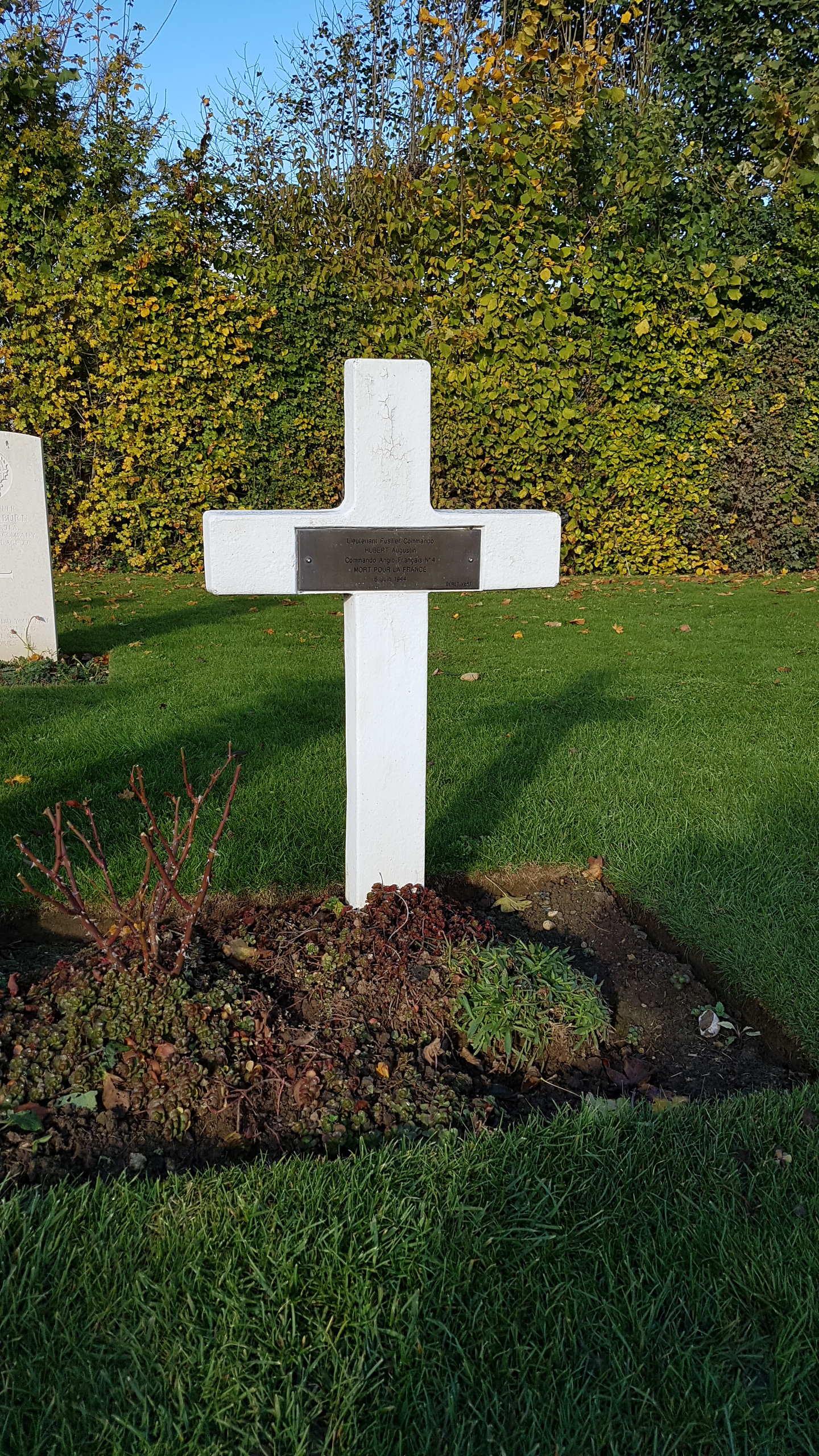
tombe d'Augustin Hubert

Beaucoup de ces soldats sont morts dans les jours qui ont suivi le débarquement. On dénombre 215 combattants qui sont décédés le jour même du débarquement, le 6 juin 1944.
Les premiers fantassins qui mirent le pied sur les plages de Queen White et Queen Red, suivant de quelques minutes les chars spéciaux du 13e/18e Royal Hussard, subirent d'importantes pertes. Ils appartenaient à 2 régiments d'infanterie de la 8e brigade : le 1er bataillon du South Lancashire Regiment et le 2e bataillon du East Yorkshire Regiment. 123 soldats de ces 2 régiments reposent dans le cimetière, avec 15 soldats du 13e/18e Royal Hussard. Parmi ceux-ci, figure le lieutenant-colonel Richard Burbury qui commandait le South Lancashire Regiment (en), tombé le 6 juin. Ils furent suivis dans la 1re vague du débarquement par les hommes du Suffolk Regiment (en) rattaché aussi à la 8e brigade, qui sont 45 à reposer dans ce cimetière.
Il est frappant de constater l'extrême jeunesse de l'ensemble des hommes disparus. En effet, 321 avaient moins de 23 ans, dont 83 avaient entre 17 et 19 ans. Le plus jeune combattant de ce  cimetière est Alfred Allen décédé le 11 juin 1944 à l'âge de 17 ans. Originaire de Sheffield, il appartenait au 5e bataillon du Black Watch Regiment (Royal Highlanders), rattaché à la 3e brigade parachutiste de la 6e division aéroportée.
Enfin, notons la présence de 3 des 177 français du  1er bataillon de Fusiliers Marins Commandos du capitaine de corvette Philippe Kieffer (qui furent les seuls français à débarquer le 6 juin 1944). Ce bataillon était rattaché au Commando n°4 de la 1re brigade des services spéciaux de la 3e division d'infanterie britannique. Le lieutenant Augustin Hubert était l'un d'eux.
Sur l'une des tombes figure cette phrase si émouvante : « HE GAVE HIS TOMORROW FOR ALL OUR TODAYS - ALWAYS IN OUR THOUGTS - MAM, DAD AND FAMILY » (« Il a donné ses lendemains pour tous nos jours présents - Toujours dans nos pensées - Papa, Maman et la famille »).